# Колесников Владислав Григорович
Владислав Григорович Колесников (нар. 11 серпня 1925, станція Перелешино Бобровського повіту Воронезької губернії, тепер Панінського району Воронезької області, Російська Федерація — 3 квітня 2015, місто Москва) — радянський державний діяч, міністр електронної промисловості СРСР. Член ЦК КПРС у 1986—1990 роках. Депутат Верховної Ради СРСР 8-го і 11-го скликань. Герой Соціалістичної Праці (12.08.1975). Кандидат технічних наук (1966), доцент. Член-кореспондент АН СРСР (1984—1991) і Російської академії наук (з 1991 року). 

## Життєпис
Народився в родині службовця.
У 1941—1943 роках — слюсар-складальник Тульського збройного заводу в місті Мідногорську Чкаловської області. У 1943—1945 роках — слюсар паровозного депо станції Касторна Московсько-Донбаської залізниці.
У 1945—1948 роках — учень Воронезького радіотехнікум.
У 1948—1952 роках — технік, інженер, начальник вимірювальної лабораторії, заступник головного конструктора Воронезького заводу радіодеталей.
У 1952—1954 роках — співробітник торгового представництва СРСР у Німецькій Демократичній Республіці.
У 1954—1958 роках — заступник головного конструктора Воронезького заводу радіодеталей. У 1958—1960 роках — головний технолог, начальник особливого конструкторського бюро заводу № 330 Воронезького раднаргоспу.
У 1960 році закінчив вечірнє відділення Воронезького політехнічного інституту, здобув спеціальністі радіоінженера.
У 1960—1967 роках — головний інженер Воронезького заводу напівпровідникових приладів.
Член КПРС з 1961 року.
У 1967—1969 роках — директор Воронезького заводу напівпровідникових приладів. У 1969—1971 роках — генеральний директор Воронезького виробничо-технічного об'єднання «Електроніка».
У 1971 — 18 листопада 1985 року — 1-й заступник міністра електронної промисловості СРСР.
Указом Президії Верховної Ради СРСР («закритим») від 12 серпня 1975 року Колесникову Владиславу Григоровичу присвоєно звання Героя Соціалістичної Праці із врученням ордена Леніна і золотої медалі «Серп і Молот».
18 листопада 1985 — 28 серпня 1991 року — міністр електронної промисловості СРСР. 28 серпня — 26 листопада 1991 року — в.о. міністра електронної промисловості СРСР.
З листопада 1991 року — персональний пенсіонер союзного значення в Москві.
З 1992 року — член наукової ради Російської академії наук з фундаментальних проблем перспективних технологій. Автор наукових праць з мікроелектроніки.
Помер 3 квітня 2015 року. Похований на Троєкуровському цвинтарі в Москві.

## Нагороди
- Герой Соціалістичної Праці (12.08.1975)
- два ордени Леніна (12.08.1975, 10.03.1981)
- орден Жовтневої Революції (12.08.1985)
- орден «Знак Пошани» (6.11.1970)
- медалі
- Ленінська премія (1966)
- Державна премія СРСР (1984)
- Почесний громадянин Воронежа (8.09.2010)